# Laxvik
Laxvik – miejscowość (tätort) w Szwecji, w regionie administracyjnym (län) Halland (gmina Halmstad).
W 2015 roku Laxvik liczyło 486 mieszkańców.

## Położenie
Miejscowość jest położona w prowincji historycznej (landskap) Halland, ok. 8 km na południe od centrum Halmstad na wybrzeżu Laholmsbukten. Na wschód od Laxvik przebiega trasa E6/E20.

## Demografia
Liczba ludności tätortu Laxvik w latach 1980–2015: